# سكالسيا قلبية
سكالسيا قلبية (الاسم العلمي:Scalesia cordata) هي نوع غير مؤكد من النباتات تتبع جنس السكالسيا من الفصيلة النجمية.